# Liên minh Lublin
Liên minh Lublin (tiếng Ba Lan: unia lubelska, tiếng Litva: Liublino unija) được ký ngày 1 tháng 7 năm 1569 tại Lublin, Ba Lan và tạo ra một quốc gia duy nhất là Thịnh vượng chung Ba Lan-Litva. Nó đã thay thế cho sự kết hợp cá nhân của Vương quốc Ba Lan và Đại công quốc Litva với một sự kết hợp thực sự và một chế độ quân chủ có chọn lọc, kể từ khi Zygmunt II Augustus, người cuối cùng của Jagiellons, vẫn không có con sau ba cuộc hôn nhân. Thêm nữa, quyền tự trị của Phổ Hoàng gia bị bỏ rơi. Công xã Livonia, gắn liền với Lithuania trong công đoàn thực sự kể từ Liên minh Grodno (1566), đã trở thành một Thịnh vượng chung Ba Lan-Lithuania.
Khối thịnh vượng chung được cai trị bởi một vị vua được bầu duy nhất thực hiện nhiệm vụ của Vua Ba Lan và Công tước xứ Lithuania, và điều hành với một Thượng viện và Quốc hội chung (Sejm). Liên bang là một giai đoạn tiến hóa trong liên minh giữa Ba Lan và Litva và sự liên kết cá nhân, cũng là do vị thế nguy hiểm của Lithuania trong các cuộc chiến tranh với Nga..
Là một sự kiện quan trọng trong lịch sử của một số quốc gia, Liên hiệp Lublin đã được nhiều nhà sử học nhìn nhận khá khác nhau. Đôi khi được xác định là thời điểm mà Szlachta (bao gồm cả người Litva / Ruthenia) đã vươn lên đến đỉnh cao quyền lực của họ, thiết lập một nền dân chủ của các quý tộc như trái ngược với chế độ quân chủ tuyệt đối. Một số nhà sử học tập trung vào các khía cạnh tích cực của nó, nhấn mạnh vào tính sáng tạo hòa bình, tự nguyện của nó, và vai trò của nó trong việc phổ biến phúc lợi kinh tế và luật pháp tốt; Những người khác lại thấy có một nguyên nhân có thể gây ra bất ổn xã hội và chính trị đã dẫn tới các phân vùng của Ba Lan khoảng 200 năm sau đó. Một số sử gia Litva chỉ trích Liên minh hơn, chỉ ra rằng đó là một ảnh hưởng của sự thống trị của các quý tộc Ba Lan.